# Rutka I
Rutka I (biał. i ros. Рутка 1, Рудка 1-я) – wieś na Białorusi w rejonie nowogródzkim obwodu grodzieńskiego, w sielsowiecie Koszelewo.

## Geografia
Miejscowość położona na Wysoczyźnie Nowogródzkiej, ok. 6 km na południowy wschód od Nowogródka, między Sielcem na zachodzie a Rutką II na wschodzie. Na północ od Rutki I biegnie droga republikańska R11.

## Historia
W XIX w. dwie wsie i dwa folwarki o nazwie Rutka znajdowały się w powiecie nowogródzkim guberni mińskiej, w gminie Horodeczna. Do I wojny światowej w Rutce I istniał drewniany dwór.
W okresie międzywojennym wsie Rutka I, Rutka II oraz folwark, kolonia i zaścianek Rutka należały do gminy Horodeczna, w powiecie nowogródzkim województwa nowogródzkiego II Rzeczypospolitej. 
Po II wojnie światowej Rutka I znalazła się w granicach Białoruskiej SRR, a od 1991 r. – w niepodległej Białorusi.
W latach 1954–1986 była centrum sielsowietu. Po jego likwidacji Rutka I znajdowała się w obrębie sielsowietu Wołkowicze (z ośrodkiem administracyjnym w Wołkowiczach) – do 2017 r.